# Rumänien
Rumänien (rumänska: România) är en republik i Östeuropa. Landet gränsar i norr mot Ukraina, i öster till Moldavien och Svarta havet, i söder till Bulgarien, längs med floden Donau, och i väster mot Ungern och Serbien. Rumäniens befolkning utgjorde 20 121 641 personer vid folkräkningen 2011.
Rumäniens moderna historia har präglats av det kommunistiska styret sedan 1947 (Socialistiska republiken Rumänien). Efter en period av svårt förtryck under den kommunistiske diktatorn Nicolae Ceaușescu från 1965 till 1989 blev landet en demokratisk republik. Rumänien är medlem av militäralliansen Nato sedan 29 mars 2004 och Europeiska unionen sedan 1 januari 2007.

## Historia
I det som är det nuvarande Rumäniens territorium har många folkslag bott genom tiderna, slaver, avarer och  hunner. Mellan åren 106 och 271 e.Kr. var en stor del av området en del av Romarriket, under namnet Dacia. Ett arv från denna tid är det rumänska språket som liksom de övriga romanska språken härstammar ifrån romarnas språk latin. Efter detta blev landet hem för diverse folkvandringsstammar, även från Västeuropa. Under medeltiden bildades två rumänska stater: Moldova och Valakiet, medan det mesta av Transsylvanien var ungerskt sedan 900-talet (och ända till 1919).

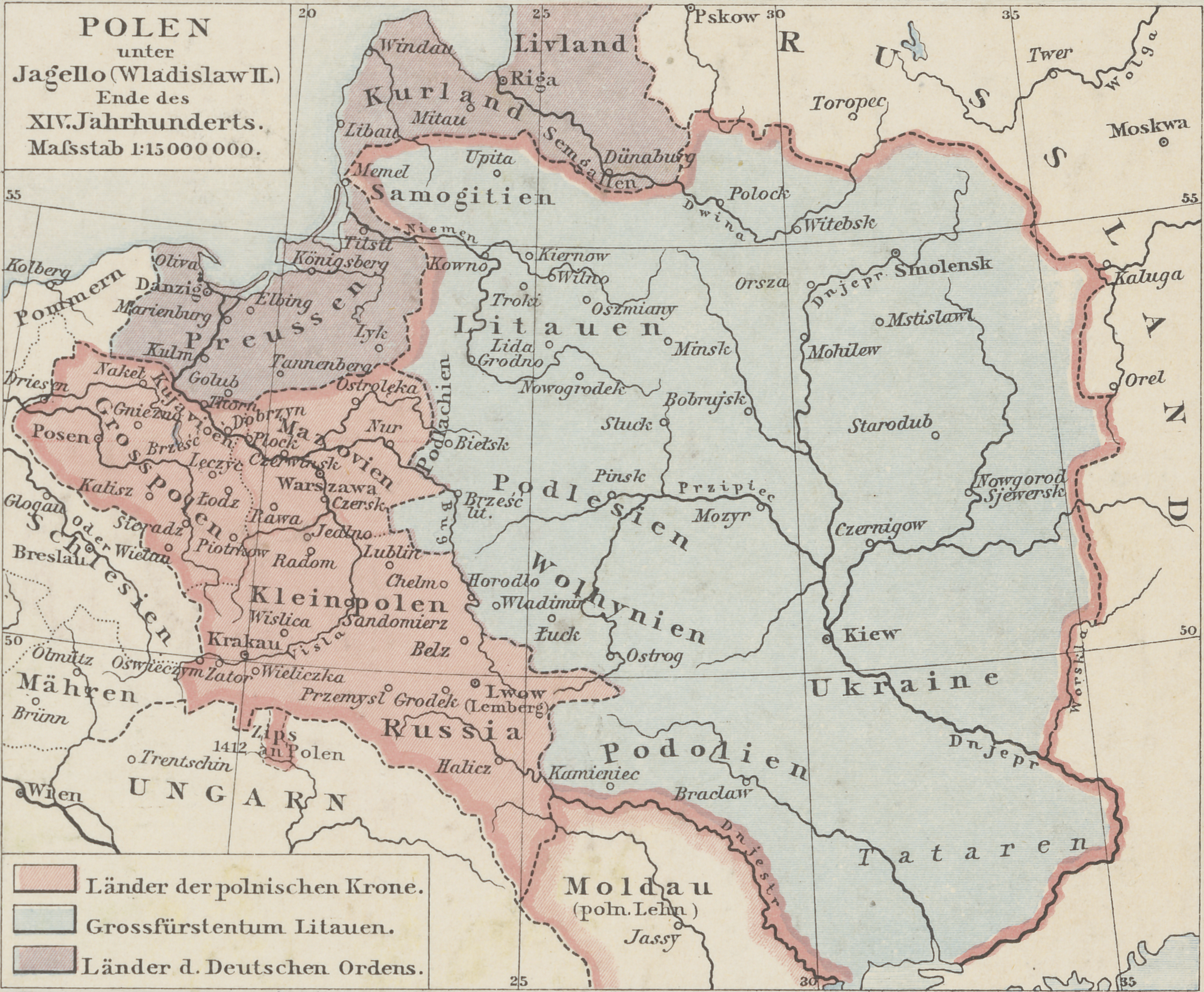
Polen omkring år 1387 fram till drygt 1400.

Under slutet av 1300-talet och en bit in på 1400-talet ingick hela östra Rumänien i Polen-Litauen. Tidigare också, som slavisk stat åren 1054–1132, fast då i Kievriket.

Kievriket, 1054–1132.

Från 1500-talet blev Moldova och Valakiet vasaller inom det Osmanska riket. De förenades till România (Rumänien) 1862. Landet fick sin självständighet 1878. Trots ett misslyckat inhopp i första världskriget befann sig landet på segrarnas sida efter kriget och förenades med Transsylvanien.

### Andra världskriget

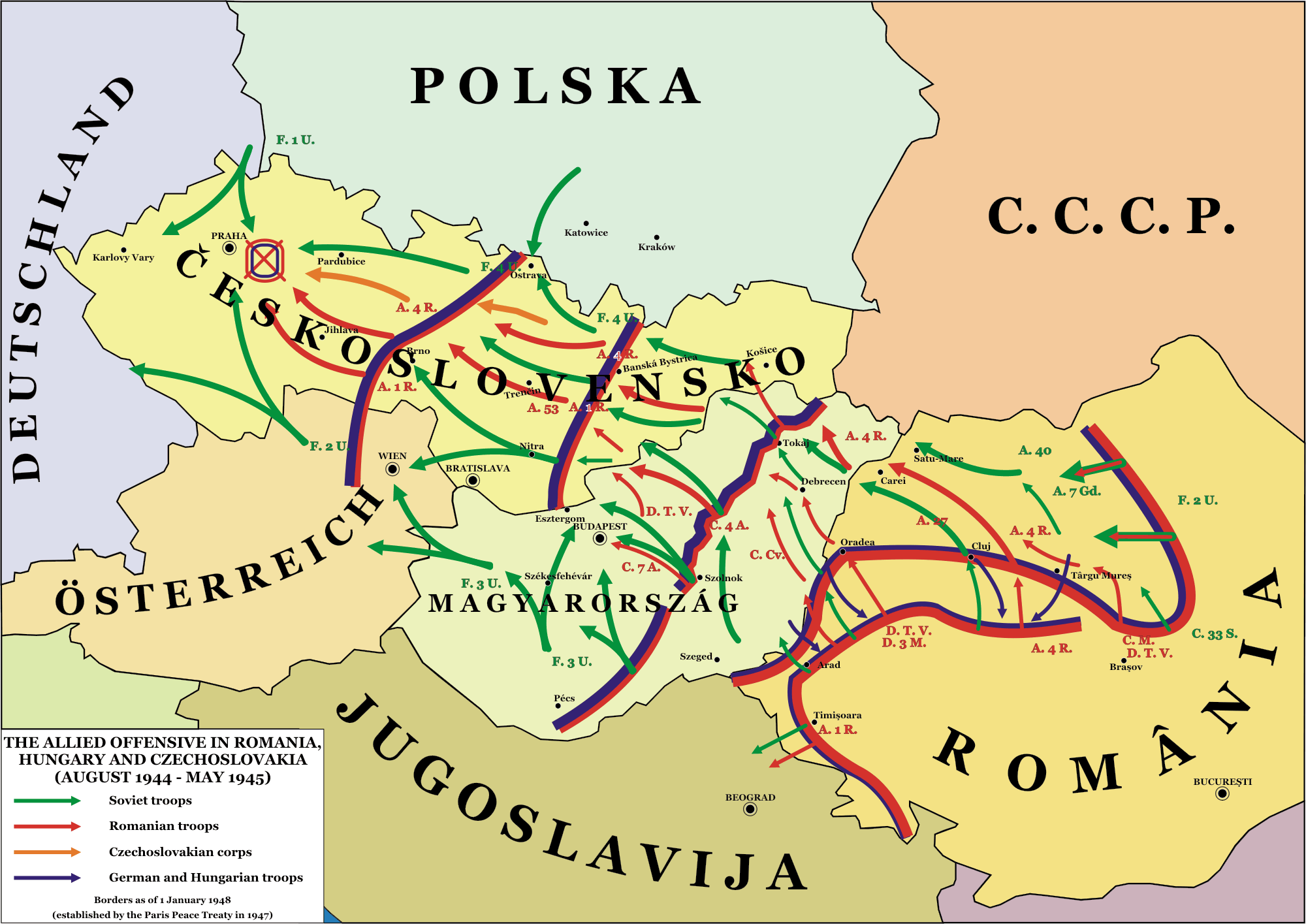
Rumäniens offensiv mot Nazityskland 1944–1945.

Rumänien inträdde i andra världskriget som en neutral stat, när tyskarna ockuperade Polen beviljade Rumänien asyl och skydd för polska regeringsmedlemmar. I enighet med Molotov–Ribbentrop-pakten mellan Sovjetunionen och Nazityskland skulle rumänska Bessarabien införlivas med Sovjetunionen.
Fältmarskalk Ion Antonescu hade tvingat Rumäniens kung Carol II att abdikera. Antonescu utnämnde sig själv till conducător, Rumäniens diktator, och Rumänien ingick allians med Hitlers Tyskland. Antonescu skrev under tremaktspakten den 23 november 1940. Efter förlusterna mot Sovjet 1943 vände opinionen i landet mot Antonescu och sommaren 1944 avsattes han i en statskupp och fängslades. Den nya regimen förklarade krig mot Tyskland och Sovjetunionen intog Rumänien den 23 augusti 1944. En prosovjetisk regering tillsattes den 6 mars 1945, då Rumänien kontrollerades av Röda armén.

### Rumänien efter 1945

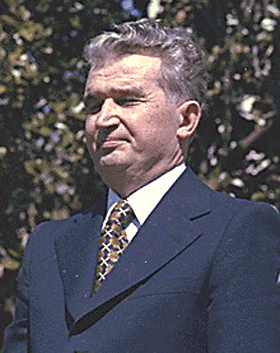
Nicolae Ceaușescu, Rumäniens generalsekreterare 1965-1989.

Efter andra världskrigets slut befann sig Röda armén i Rumänien. Röda armén återupplivade det tidigare förbjudna kommunistpartiet i landet. Under de tidiga åren utnyttjades Rumäniens resurser av SovRom-avtalen; det var nybildade sovjetisk-rumänska företag som underlättade frakt av rumänska varor till Sovjetunionen till låga priser. Kommunisterna avskaffade monarkin och utropade en kommunistisk enpartistat under ledning av Gheorghe Gheorghiu-Dej.
1965 kom Nicolae Ceaușescu till makten och distanserade officiellt Rumänien från den sovjetiska maktsfären med en egen utrikespolitik. Han påbörjade ett samarbete med Renault för personbilar under namnet Dacia och även passagerarflygplanstillverkning på licens av BAC 1-11. 1967 var Rumänien den första staten i östblocket, efter Sovjetunionen, som återupptog diplomatiska relationer med Västtyskland (se Hallsteindoktrinen).
Rumänien blev inget undantag för östblockets sönderfall i slutet av 1980-talet. Den totalitära diktaturen föll under den Rumänska revolutionen 1989. Efter en hastig och omtvistad rättegång avrättades Ceaușescu och hans hustru Elena Ceaușescu på juldagen samma år. Nationella befrielsefrontens ledare, Ion Iliescu, blev den förste demokratiskt valde presidenten. Nicolae Ceaușescu hade bland annat sålt all mat från jordbruket för att verka utbetalningar på andra håll. De som fick svälta för hans handlingar var lokalbefolkningen medan han själv levde i lyx.
Jordbruket privatiserades efter Ceaușescus fall och befolkningen kunde nu tillverka mat för sitt eget intresse och inte åt staten som tidigare varit fallet. Efter en process som inleddes med ansökan om associationsavtal i november 1992 med sikte på medlemskap 2004, fick till slut Rumänien, tillsammans med Bulgarien, den 25 april 2005 ett anslutningsfördrag och blev fullvärdig medlem i Europeiska unionen den 1 januari 2007.

## Geografi

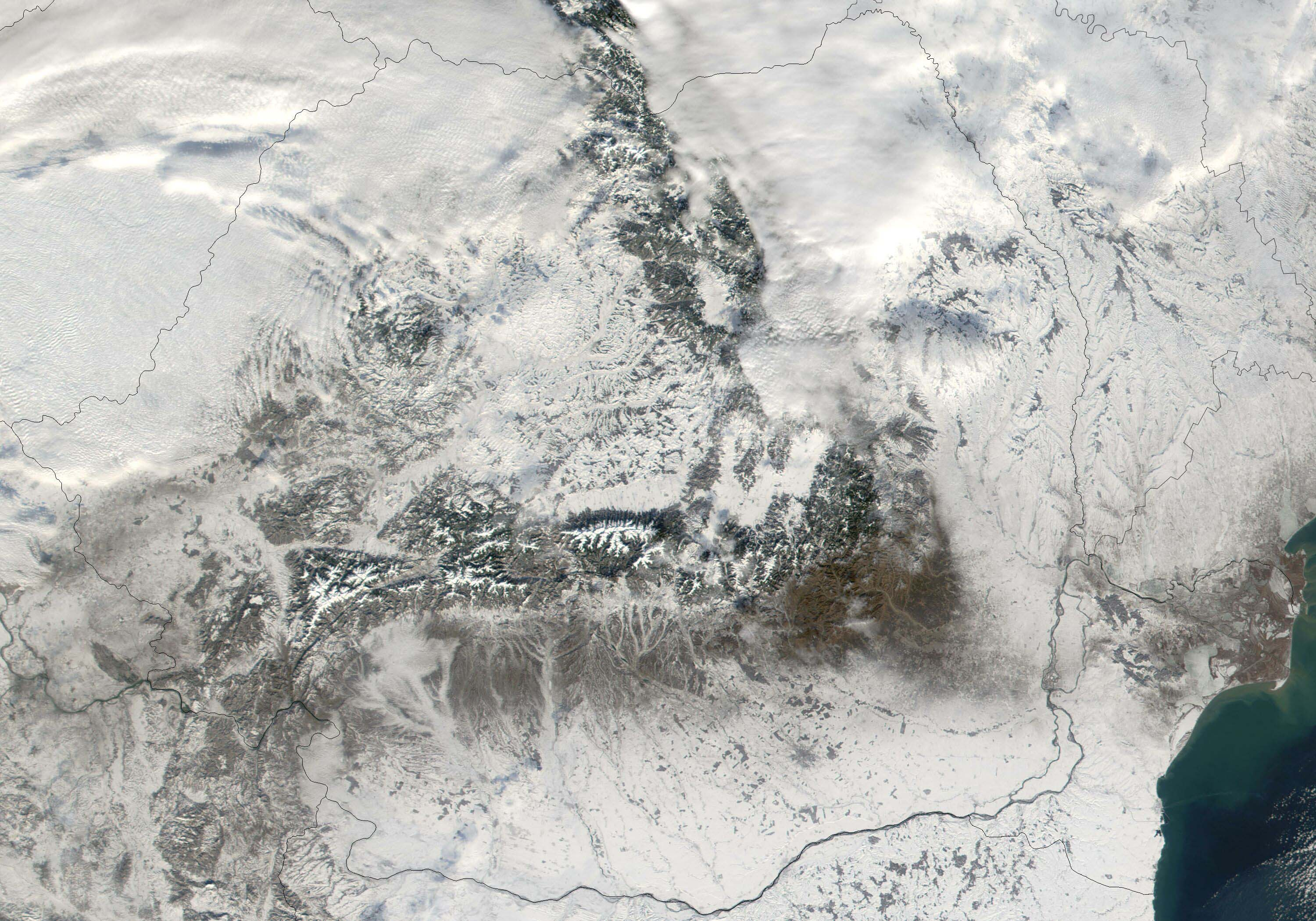
Satellitbild över landet december 2001, visar var snön breder ut sig.

Rumänien har en kuststräcka mot Svarta havet och genom landets mitt går östra och södra Karpaterna, som sträcker sig i en vid båge från norr till sydöst och sedan västerut. Landet är beläget i skärningen mellan Centraleuropa (Transsylvanien, Banatet och Maramureș), Balkan (Valakiet och Dobrogea), och Östeuropa (Moldova och Bukovina). Förenta nationerna klassificerar Rumänien som ett östeuropeiskt land geografiskt.

### Topografi
Rumänien har ett varierande landskap med ungefär lika stora delar berg, kuperad terräng och slättland. Karpaterna sträcker sig från norr till sydväst i en båge och dominerar mellersta Rumänien. 14 toppar når höjder över 2 000 m ö.h., där det högsta berget - Moldoveanu - når 2 544 meter över havet. Bergen omger den Transsylvanska platån. Strax söder och öster om Karpaterna förändras landskapet till Valakiets och Moldaviens slättland, som hänger samman med den sydryska slätten.

### Hydrografi
En stor del av Rumäniens gräns mot Serbien och Bulgarien utgörs av floden Donau. Donau går sedan ihop med Prut, som utgör gräns mot Moldavien. Donau flyter ut i Svarta havet i Donaudeltat. Då många av Rumäniens gränser består av floder, och eftersom Donaudeltat ständigt expanderar mot havet, ungefär 2–5 meter årligen, har Rumäniens landyta förändrats under de senaste årtiondena. Landets yta har ökat från omkring 237 500 km² 1969 till 238 391 km² 2005.

### Klimat
Rumänien har stora temperaturväxlingar. Högsta temperatur, 44,5 grader Celsius är uppmätt den 10 augusti 1951 i Ion Sion. Lägsta temperatur, −38,5 grader Celsius är uppmätt i Bod den 24 januari 1942. Landet har måttlig nederbörd med även snöfall på vintern.

## Styre och politik

### Författning och styre

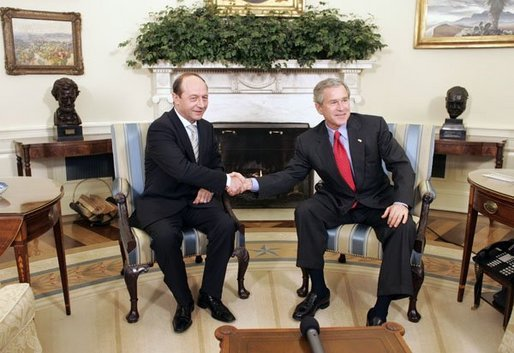
Traian Băsescu med George W. Bush.

Rumänien är en demokratisk republik med ett semipresidentiellt system. 

#### Parlamentet
Den lagstiftande makten innehas av parlamentets två kammare, Senat (senaten), med 140 medlemmar varav 18 representanter för de etniska minoriteterna, och Camera Deputaților (deputeradekammaren), med 345 medlemmar. Medlemmarna i varje kammare väljs vart fjärde år.

#### Presidenten
Landets president väljs i direkta val vart femte år (sedan 2004, tidigare vart fjärde år). Presidenten utser en premiärminister, som leder regeringen. Övriga regeringsmedlemmar utses i sin tur av premiärministern och utnämns av presidenten. Regeringen är underställd parlamentets godkännande. Konstitutionen godkändes i en folkomröstning den 8 december 1991 och bygger på den femte franska republikens dito. I oktober 2003 godkändes omfattande ändringar för att anpassa den till EU-lagstiftningen. I och med valen 2008 har Rumänien en liberal regering.

### Administrativ indelning

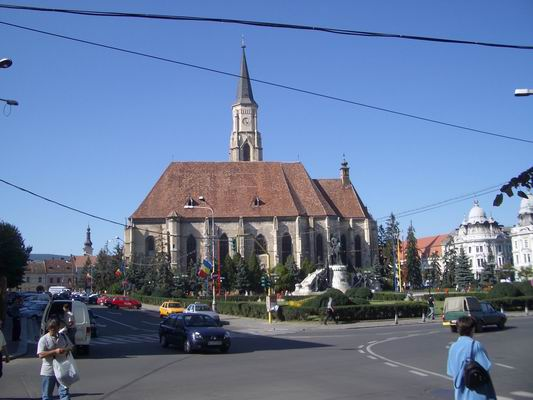
St. Mikaelskyrkan i Cluj-Napoca

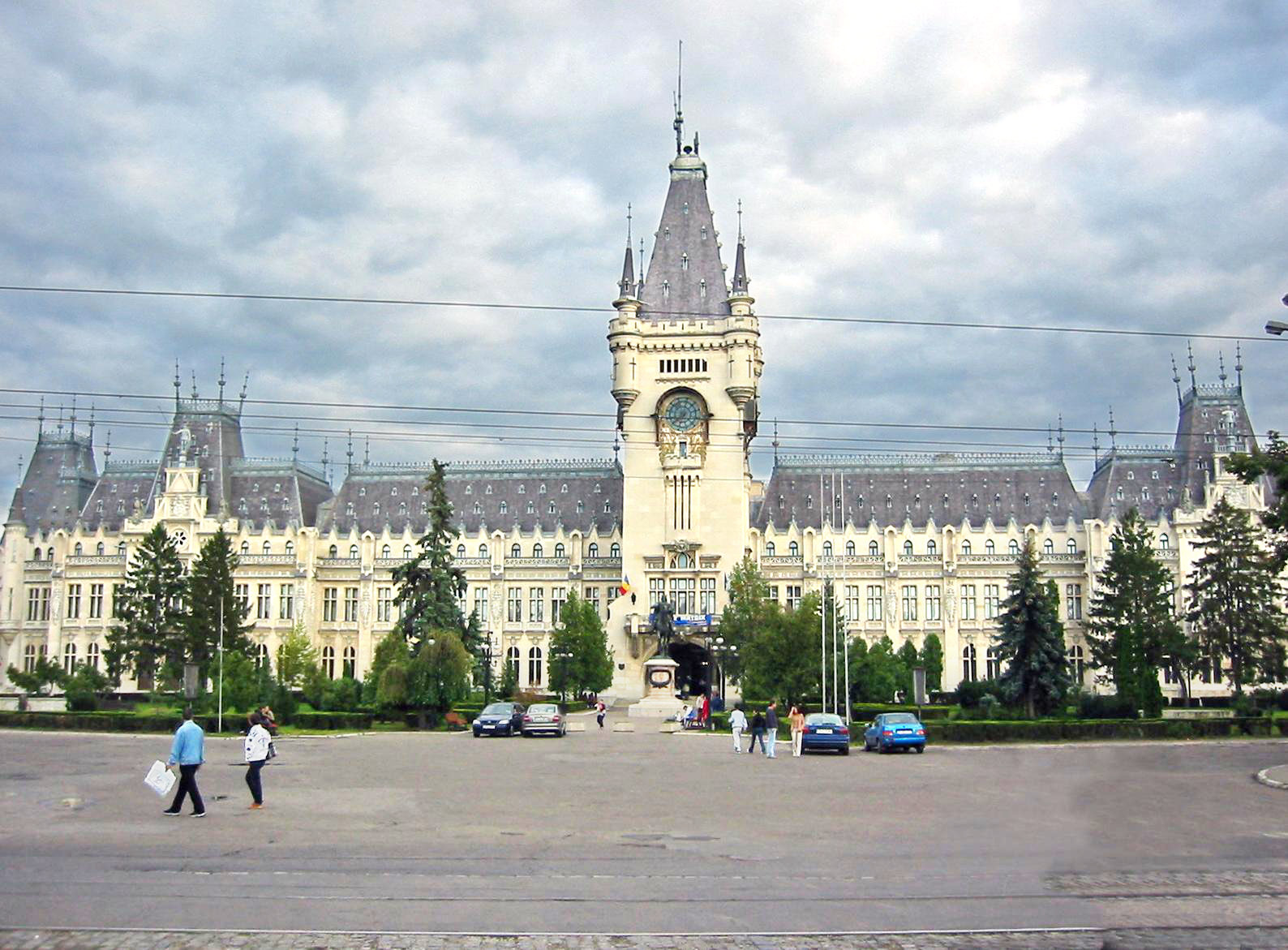
Kulturpalatset i Iaşi

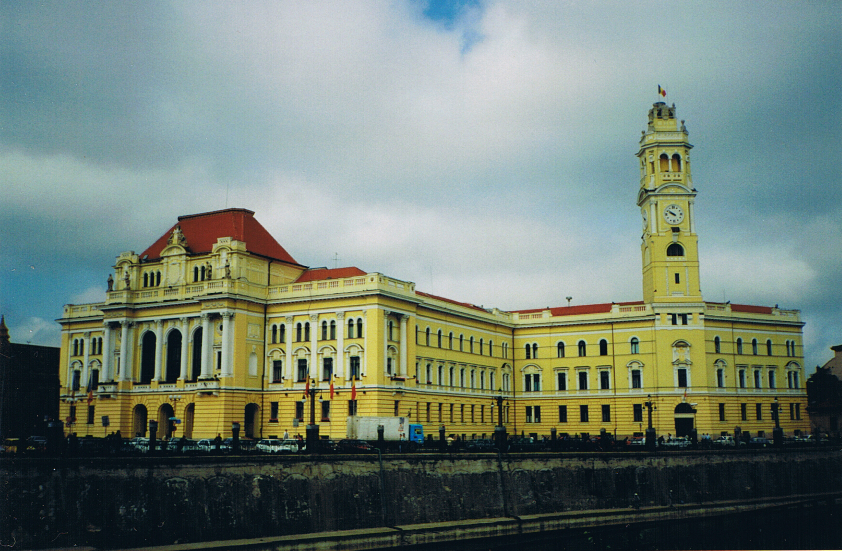
Oradeas stadshus

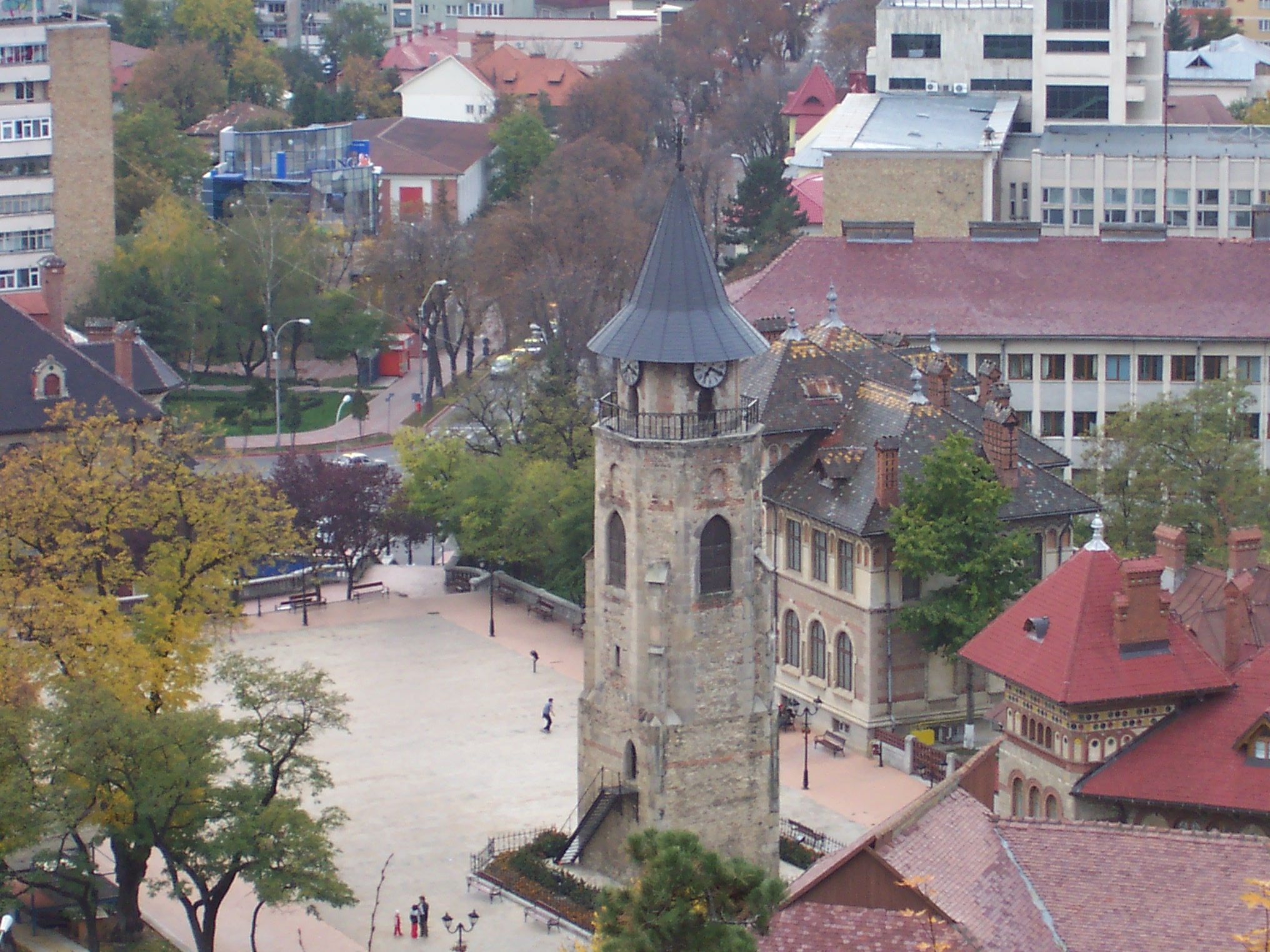
Vy från Piatra Neamţ med Stefanstornet i förgrunden

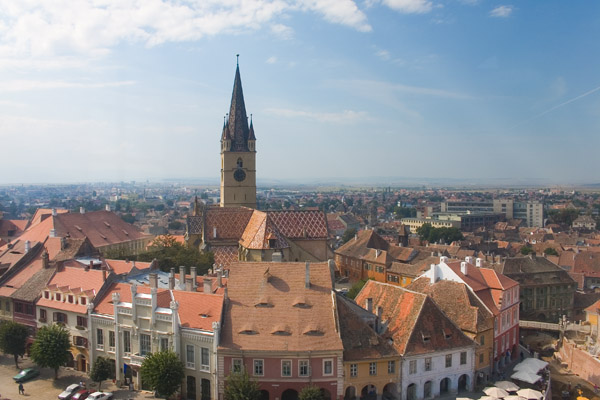
Sibiu

Republiken Rumäniens territorium är indelat i 41 län (județe) som i sin tur är vidare indelade i (stor)städer (municipii), städer (oraşe) och (lands)kommuner (comune). Det finns för närvarande 320 städer (varav 103 med den högre statusen municipiu) och 2 854 kommuner. Länen leds vart och ett av en landshövding som utses av regeringen. Huvudstaden Bukarest tillhör inget län utan utgör istället en separat enhet med likvärdig administrativ status som länen.
| Namn            | Förkortning | Residensstad          | Yta (km²) |
| --------------- | ----------- | --------------------- | --------- |
| Alba            | AB          | Alba Iulia            | 6 242     |
| Arad            | AR          | Arad                  | 7 754     |
| Argeș           | AG          | Pitești               | 6 862     |
| Bacău           | BC          | Bacău                 | 6 621     |
| Bihor           | BH          | Oradea                | 7 544     |
| Bistrița-Năsăud | BN          | Bistrița              | 5 355     |
| Botoșani        | BT          | Botoșani              | 4 986     |
| Brașov          | BV          | Brașov                | 5 363     |
| Brăila          | BR          | Brăila                | 4 766     |
| Buzău           | BZ          | Buzău                 | 6 103     |
| Caraș-Severin   | CS          | Reșița                | 8 514     |
| Călărași        | CL          | Călărași              | 5 088     |
| Cluj            | CJ          | Cluj-Napoca           | 6 674     |
| Constanța       | CT          | Constanța             | 7 071     |
| Covasna         | CV          | Sfântu Gheorghe       | 3 710     |
| Dâmbovița       | DB          | Târgoviște            | 4 054     |
| Dolj            | DJ          | Craiova               | 7 414     |
| Galați          | GL          | Galați                | 4 466     |
| Giurgiu         | GR          | Giurgiu               | 3 526     |
| Gorj            | GJ          | Târgu Jiu             | 5 602     |
| Harghita        | HR          | Miercurea Ciuc        | 6 639     |
| Hunedoara       | HD          | Deva                  | 7 063     |
| Ialomița        | IL          | Slobozia              | 4 453     |
| Iași            | IS          | Iaşi                  | 5 476     |
| Ilfov           | IF          | Bukarest¹             | 1 583     |
| Maramureș       | MM          | Baia Mare             | 6 304     |
| Mehedinți       | MH          | Drobeta-Turnu Severin | 4 933     |
| Mureș           | MS          | Târgu Mureș           | 6 714     |
| Neamț           | NT          | Piatra Neamț          | 5 896     |
| Olt             | OT          | Slatina               | 5 498     |
| Prahova         | PH          | Ploiești              | 4 716     |
| Satu Mare       | SM          | Satu Mare             | 4 418     |
| Sălaj           | SJ          | Zalău                 | 3 864     |
| Sibiu           | SB          | Sibiu                 | 5 432     |
| Suceava         | SV          | Suceava               | 8 553     |
| Teleorman       | TR          | Alexandria            | 5 790     |
| Timiș           | TM          | Timișoara             | 8 697     |
| Tulcea          | TL          | Tulcea                | 8 499     |
| Vaslui          | VS          | Vaslui                | 5 318     |
| Vâlcea          | VL          | Râmnicu Vâlcea        | 5 765     |
| Vrancea         | VN          | Focșani               | 4 857     |
| Bukarest        | B           | Bukarest              | 238       |

¹De flesta administrativa funktioner för länet Ilfov styrs från Bukarest, men vissa myndigheter är utplacerade i städerna Buftea och Otopeni.

## Ekonomi och infrastruktur
År 2000 tjänade rumänerna i genomsnitt motsvarande 900 kronor i månaden.[källa behövs] Skattesänkningar genomfördes fem år senare.
Tillgången till bostäder var tidigare dålig, men hade förbättrats till slutet av 00-talet. Det var dock mycket dyrt att hyra och köpa bostäder, särskilt i Bukarest. Kvaliteten på bostäderna varierade och många familjer var trångbodda. Många bostäder, särskilt på landsbygden, hade problem med vattentillförsel, el och uppvärmning. Det var vanligt med elavbrott.
År 2008 uppgick arbetslösheten till  3,5 procent.[källa behövs] Inkomsten var 36 procent högre i städer än på landsbygden 2009 och året därpå beräknades omkring 10 procent av befolkningen leva under fattigdomsgränsen. Av dessa levde 90 procent på landsbygden. Hälften av befolkningen levde i "materiell fattigdom" 2010, vilket är ett mått som inte mäter inkomsten utan vilka resurser och tillgångar man har. Det var den högsta fattigdoms EU, vid sidan av Bulgarien. Under det tredje kvartalet 2011 var den totala månatliga genomsnittliga inkomsten 558 euro per hushåll (cirka 5 000 kr). År 2012 var arbetslösheten 7 procent.
Under 2010-talet ökade levnadsstandarden  snabbt. Rumänien hade 2016, tillsammans med Polen, den starkaste tillväxten i EU, 6 procent. År 2017 var den genomsnittliga nettoinkomsten 515€ i månaden.[källa behövs]
Bukarest är Rumäniens finansiella centrum med en rad huvudkontor för banker och andra storföretag. Bland annat har Dacia, Faur och Petrom sina huvudkontor i staden. Banker med säte i staden är bland andra BRD – Groupe Société Générale och Raiffeisen Romania.

### Näringsliv
Av 2 700 statligt ägda företag (varav 263 industrier) privatiserades hälften år 1997. Den kraftiga privatiseringen gjorde att landet fick fördubblad arbetslöshet på två år och våldsamma demonstrationer i Bukarest 1999 med flera tusen skadade och gripna. Men sedan dess har arbetslösheten sjunkit och  2008 hade arbetslösheten sjunkit till 3–4 procent. Arbetslösheten i Rumänien har varit relativt låg och pendlat mellan fem och sju procent under senaste decenniet[när?] och den har varit låg i Rumänien ur ett internationellt perspektiv om man jämför med andra öststater såsom Polen där arbetslösheten varit uppåt 15 procent.

#### Jord- och skogsbruk, fiske
Rumänien har ett varierat jordbruk med cirka två tredjedelar av landets yta som jordbruksmark, främst åkermark. De viktigaste grödorna är vete och majs, som odlas på den valakiska slätten, den transsylvanska platån och i gränsområden mot Ungern. Grönsaker odlas nära större städer, och andra vanliga grödor är potatis, solrosor och sockerbetor. 
Under 1950-talet kollektiviserades jordbruket, men små privata jordlotter förblev viktiga för livsmedelsförsörjningen. På 1980-talet försökte Ceaușescu öka jordbruksarealen genom ett systematiseringsprogram, som syftade till att minska antalet byar och omvandla de kvarvarande till städer. Detta skulle ha förstört bykulturen men bara ökat jordbruksmarken marginellt. Programmet avbröts 1989 efter att cirka 500 byar förstörts. Efter det har jordbruket privatiserats (85 % är nu privat), men små brukningsenheter och brist på maskiner och gödningsmedel har försvårat utvecklingen. EU-medlemskapet 2007 innebar åtaganden om reformer, men förändringarna har varit begränsade.
Ungefär en fjärdedel av Rumäniens yta, särskilt i bergsområden, täcks av skog. Skogsbruk är en traditionell näring och har expanderat sedan andra världskriget. Ett nationellt program skyddar skogarna, och fokus ligger på att balansera avverkning och nyplantering.
Fisket har minskat i betydelse på grund av föroreningar i Svarta havet och floderna. Det förekommer främst längs svartahavskusten och Donau. Fiskkonservfabriker finns i Tulcea, Constanța och Galați. Rumänien fiskar även i Atlanten.

#### Energi och råvaror
Kol och naturgas gör landet till två tredjedelar självförsörjande. Import av råolja och naturgas behövs efter tidigare överuttag. Oljefält finns vid Sydkarpaterna med raffinaderier i Ploiești och Pitești. Fossila bränslen står för 75 procent av energiproduktionen, kärnkraft för 10 procent och förnybart för 15 procent. Vattenkraft är begränsad, men två stora kraftverk finns vid Järnporten i Donau. Vindkraft byggdes ut med målet om 24 procent förnybar el till 2020.
Rumänien har stora mineralresurser som järn, koppar, bly, zink och stenkol. EU-medlemskapet krävde modernisering av gruvor, vilket minskade produktionen, men den har återhämtat sig efter miljöanpassade investeringar. Trots egna fyndigheter importeras järn för stålindustrin.

#### Industri

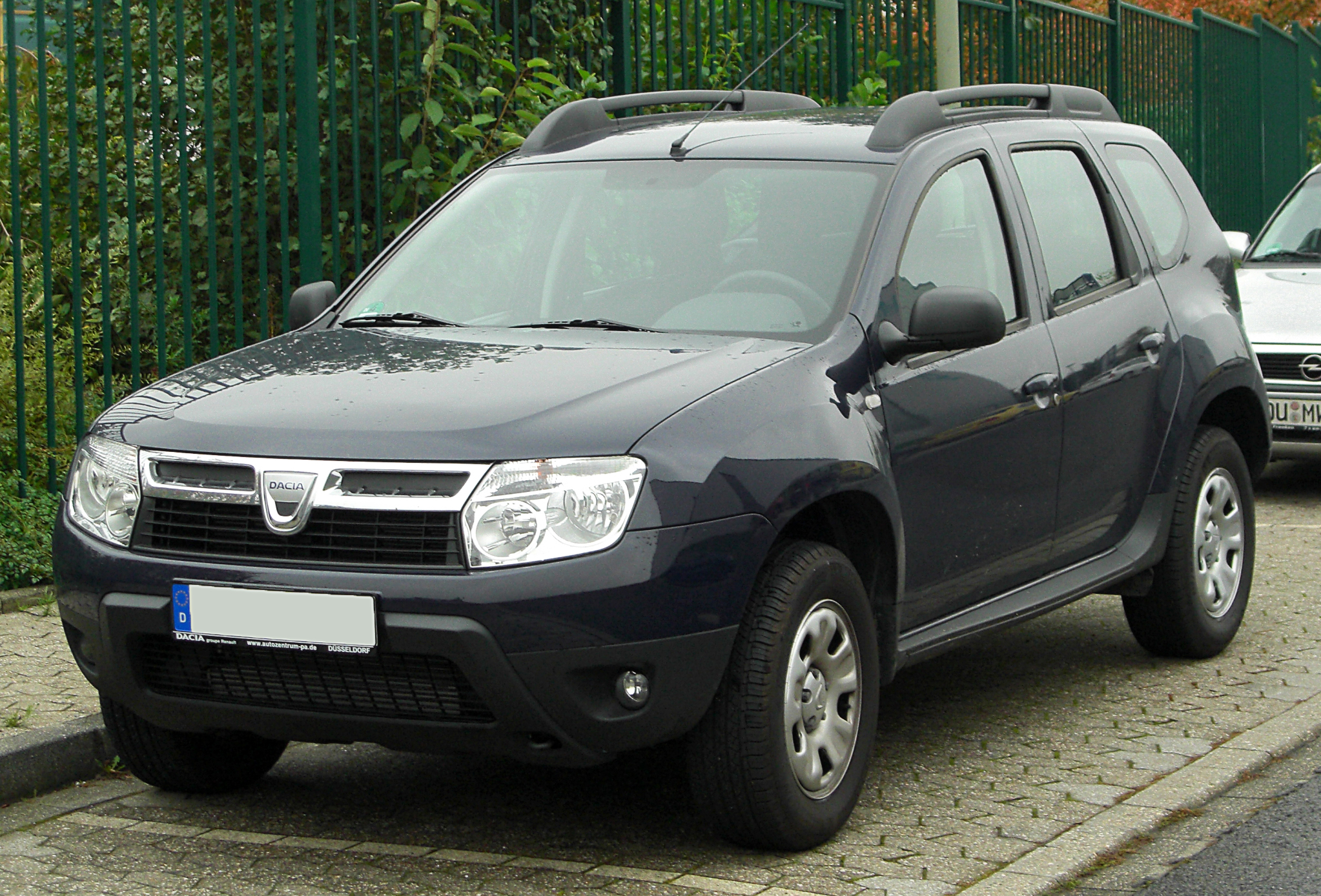
Bilindustrin med Dacia i spetsen är betydande för den ekonomiska utvecklingen i landet.

Före 1990-talet dominerades Rumäniens ekonomi av statsägd tung industri, som ofta gick med förlust och hölls vid liv genom statliga subventioner. Med övergången till marknadsekonomi och privatisering avvecklades många av dessa företag.
Tung industri, särskilt metall- och kemisk industri, är fortfarande viktig för ekonomin. Under 2000-talet satsades även på lättare industri som textilier, kläder och möbler. Internationella företag, som Renault, har investerat i landet och tagit över exempelvis Automobile Dacia.
Stålindustrin finns främst i Reșița, Hunedoara och Galați, medan verkstadsindustrin är spridd över större städer. Den kemiska industrin är koncentrerad till Onesţti och Năvodari, medan petrokemisk industri ligger i Ploiești och Pitești. Sydvästra Rumänien producerar koppar, guld och silver, och högteknologisk industri är mest utvecklad runt Timișoara.

#### Turism
Rumänien har stora förutsättningar för turism. Lockar gör bland annat naturen och nationalparker i Karpaterna, medeltidsstäder, slott i Transsylvanien, Donaudeltat, sandstränderna längs Svarta havet och landets särpräglade kulturer.
Vintersportturismen i Karpaterna har visat goda resultat. Bristen på god hotellstandard kvarstår trots att rumänska hotell såldes ut till privatägare vid millennieskiftet. En stor del av turisterna kommer från grannländerna, särskilt från Moldavien och Bulgarien då Rumänien är ett billigt resmål.
Vid Svarta havskusten är Mamaia en välkänd turistort.

### Handel
Under kommunisttiden var Sovjetunionen Rumäniens främsta handelspartner, men detta förändrades markant efter Östblockets fall. Sedan Rumänien blev EU-medlem 2007 har handeln med andra EU-länder ökat kraftigt. Bolagsskatten är, liksom inkomstskatten, 16 procent vilket gör Rumänien till ett attraktivt land för utländska investerare och egenföretagare. Det har varit ett av liberalernas mål att med låg bolagsskatt locka företag att flytta till Rumänien, låta företag växa och skapa fler jobb.
Landets främsta exportvaror är textilier, maskiner, mineraler och metaller, medan importen främst består av maskiner, bränsle och kemikalier. De största handelspartnerna är Tyskland, Italien och Frankrike.

### Infrastruktur

#### Transporter

Motorvägar i Rumänien

Rumäniens järnvägar omfattar 22 250 km, av dessa är drygt 8 585 km elektriska. En dryg tredjedel av persontransporter sker via järnväg. Omkring 81 713 km är vägar. Cirka 545 km var motorväg, men under 2010-talet ska 289 km av nya motorvägar byggas i landet efter att enorma satsningar på infrastrukturen gjorts.
Floden Donau är en viktig vattenväg. År 1984 invigdes en 64 km lång kanal som förbinder Donau med Svarta havet och förkortar vattenvägen med 400 km. Byggprojektet är en enorm satsning i Rumänien och de senaste åren har det varit en byggboom i landet. De viktigaste hamnstäderna är Galati och Braila. Flygplatsen Otopeni utanför Bukarest är landets största. Det statliga flygbolaget Tarom har såväl utrikes- som inrikestrafik.

#### Post, telefoni och Internet
Rumäniens telekommunikationer är låga. Vid 1990 fanns 2,3 miljoner telefoner, under 00-talet har denna siffra mer än fördubblats. Det har länge skett en uppbyggnad av telefonnätet i samprojekt med tyska Siemens och franska Alcatel.
År 2000 var antalet internetanvändare i Rumänien ca 600 000 till 2012 hade det ökat till 9,6 miljoner.

#### Utbildning
Den rumänska skolan är obligatorisk i 8 år. Barnen har även möjlighet att ingå i en frivillig förskola i tidig ålder 3–6 år. Efter grundskolan kan eleverna frivilligt avlägga inträdesprov till Gymnasiet, som har ett utbud av praktiska och teoretiska linjer. Det finns över 40 högre lärosäten, däribland fem universitet och fem tekniska högskolor. Undervisningen är avgiftsfri och är en het politisk satsning även på universitetet. Landets minoriteter har möjlighet att få undervisningen på respektive modersmål. Sedan 1989 har utbildningsväsendet reformerats. Men det har gått trögt och standarden på utbildningen varierar stort i olika delar av landet; utbildningen har bättre standard i städerna jämfört med landsbygden där kvaliteten kan vara mycket låg. Rumänien deltar fullt i EU:s utbildningsprogram. År 2016 presenterade Rumäniens utbildningsdepartement statistik som visade att 42 % av de 15-åriga eleverna är funktionella analfabeter och landet rankades år 2009 på 49:e plats av 65 länder, endast före Albanien bland de europeiska länderna i studien.

#### Sjukvård, andra viktiga samhällstjänster

##### A-kassa
I Rumänien är bidragen låga, arbetslösa får 75% av RSI, Reference Social Indicator, som 2017 fastställdes till 500 RON, alltså 375 RON/månad samt ett tillägg på 3-10% av bruttolönen beroende på antalet arbetade år, om man arbetat mer än 3 år.  En person som exempelvis har tjänat 3000 RON brutto på sitt arbete under 5 år får 375 RON + 90 RON (3% av 3000 RON) i bidrag under 1 år.

##### Pensionssystem
Pensionärer hade i genomsnitt en pension på 190 euro år 2010 (motsvarande 1 650 kr). Den genomsnittliga pensionsåldern år 2000 var 52 år för kvinnor och 57 för män, den liberala majoriteten i Rumänien liksom EU:s arbetsmarknadspolitik har sedan 2007 stegvis sett till att människor är i arbeten längre och längre tid och i januari 2015 blir kravet för pension (undantag förtidspension) minst 60 år för kvinnor och 65 för män. Pensionssystemet hade i början av 2000-talet stora skulder.

## Befolkning

### Demografi

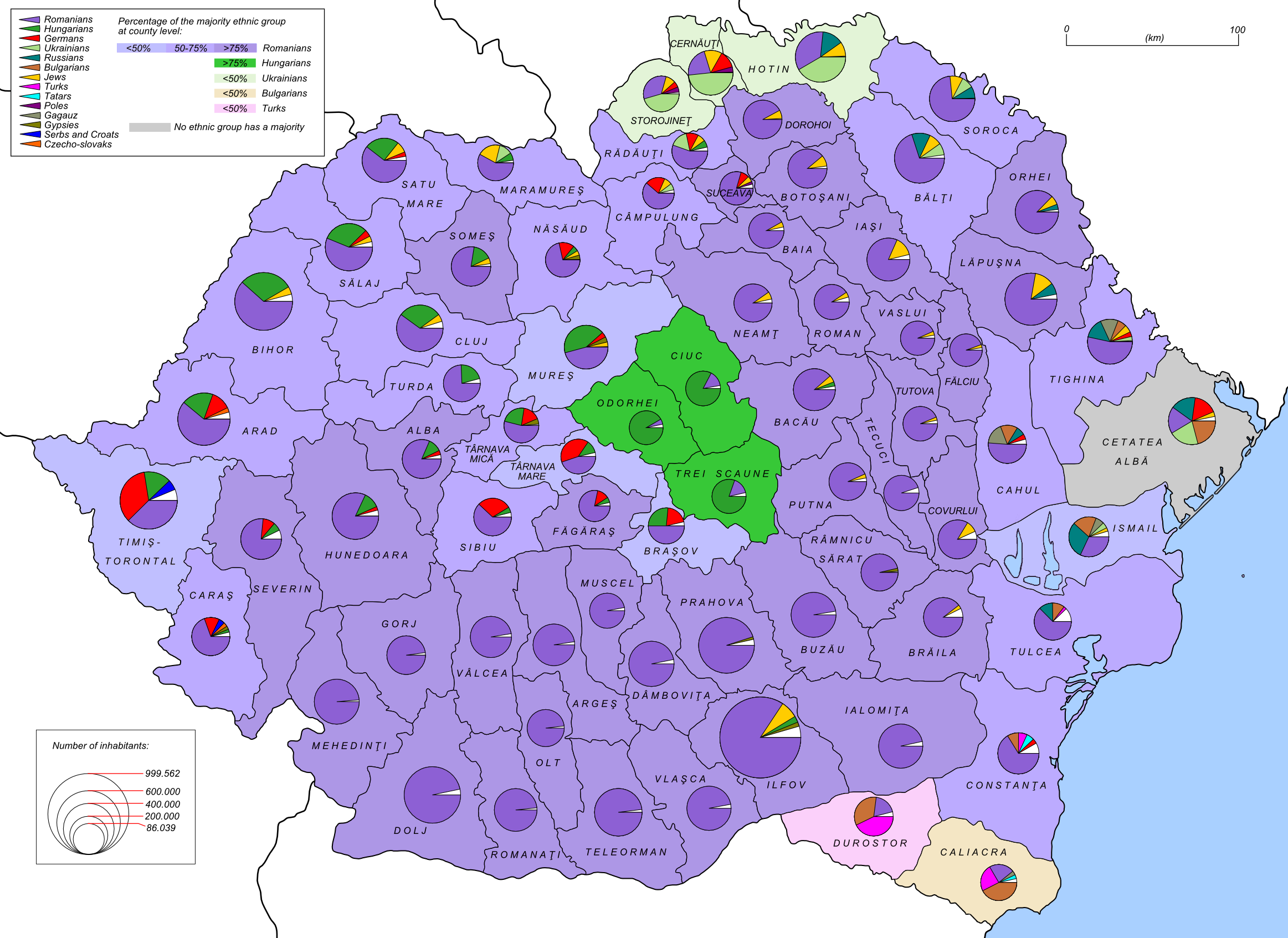
Folkräkningen 1930 var den enda för "Storrumänien" och gav 18 miljoner invånare på en yta av 295 049 km².

Den 4 juli 2013 släpptes slutresultaten efter utredning sedan oktober 2011 Rumäniens befolkning var 20 121 641 av vilka 385 729 befann sig utomlands (mindre än 12 månader) varav minst 1 407 i Sverige.
| Befolkningsutvecklingen i Rumänien 1941–2011 | Befolkningsutvecklingen i Rumänien 1941–2011 | Befolkningsutvecklingen i Rumänien 1941–2011 | Befolkningsutvecklingen i Rumänien 1941–2011 | Befolkningsutvecklingen i Rumänien 1941–2011 |
| -------------------------------------------- | -------------------------------------------- | -------------------------------------------- | -------------------------------------------- | -------------------------------------------- |
|                                              |                                              |                                              |                                              |                                              |
| År                                           |                                              |                                              | Folkmängd                                    |                                              |
| 1941                                         | 1941                                         |                                              | 13 535 757                                   |                                              |
| 1948                                         | 1948                                         |                                              | 15 872 624                                   |                                              |
| 1956                                         | 1956                                         |                                              | 17 489 450                                   |                                              |
| 1966                                         | 1966                                         |                                              | 19 103 163                                   |                                              |
| 1977                                         | 1977                                         |                                              | 21 559 910                                   |                                              |
| 1992                                         | 1992                                         |                                              | 22 760 449                                   |                                              |
| 2002                                         | 2002                                         |                                              | 21 680 974                                   |                                              |
| 2011                                         | 2011                                         |                                              | 20 121 641                                   |                                              |

Myndigheterna i Rumänien kunde konstatera att Rumäniens befolkning minskat med minst 1 559 333 personer mellan 2002 och 2011 och att emigrationen stod för nästan 77 % av minskningen. Antalet personer som varit borta under en längre tid (mer än 12 månader) och ej ingick i befolkningen var 727 540, varav minst 2 460 i Sverige.

#### Minoriteter
Rumänien är ett land bestående av många olika etniska grupper. Vid den senaste folkräkningen 2011 var 89,3 procent av befolkningen rumäner, 6 procent ungrare, 3,4 procent romer och 1,3 procent tillhörde andra grupper. Det faktiska antalet romer tros dock vara högre och uppskattas till 5–11 procent av befolkningen. Majoriteten av rumänerna med ungerskt ursprung fanns främst i Transsylvanien medan den ukrainska minoriteten hittades i norra Rumänien. Denna grupp hade minskat från 300 000 personer 1999 till 50 920 personer i folkräkningen 2011. Nästan 800 000 rumänska medborgare med tyskt ursprung var bosatta i Rumänien 1939, men även denna grupp hade minskat till 2011, då fanns 36 042 i landet. När Rumänien ockuperades av Sovjetunionen deporterades tyskar från Rumänien till Tyskland.
De cirka 350 000 Csango som är romersk-katolska registreras ofta inte som ungrare i folkräkningarna, trots att 62 000 av dem talar ungerska. Efter första världskriget fördrevs cirka 350 000 ungrare från Transsylvanien. Ytterligare 100 000 ungrare fördrevs från framför allt Târgu Mureș, I Târgu Mureș och på andra platser i Transsylvanien har de olika minoriteternas proportioner medvetet manipulerats genom tvångsinflyttning av Moldaviska rumäner, samt en brutal religiös och språklig assimileringspolitik för andra nationaliteter.
Etniska minoriteter får använda sina modersmål i undervisningen, och har tillgång till information på sina modersmål från myndigheter i städer där de utgör mer än 20 procent av befolkningen. I städer där minoritetsbefolkningen utgör mer än 30 procent av befolkningen kan lokala rådsmöten hållas på minoritetsspråket, ifall översättning till rumänska kan erhållas, och officiella protokoll förs på rumänska.

### Språk
Landets officiella språk är rumänska (ett romanskt språk i den indoeuropeiska språkfamiljen). Rumänska är närbesläktat med italienska, franska, spanska, portugisiska och katalanska. Runt 30 miljoner personer i världen talar rumänska, främst i Rumänien och Moldavien. Minoritetsspråken erkänns inte som officiella språk i den rumänska författningen.
En relativt stor ungersk minoritet i Transsylvanien talar både ungerska och rumänska, och fram till 1990-talet fanns det ett visst antal karpattyskar, men de flesta av dem lämnade landet i och med kommunismens fall.

### Religion
Religioner (statistik från 2009):
- Rumänsk-ortodoxa – 86,8 %

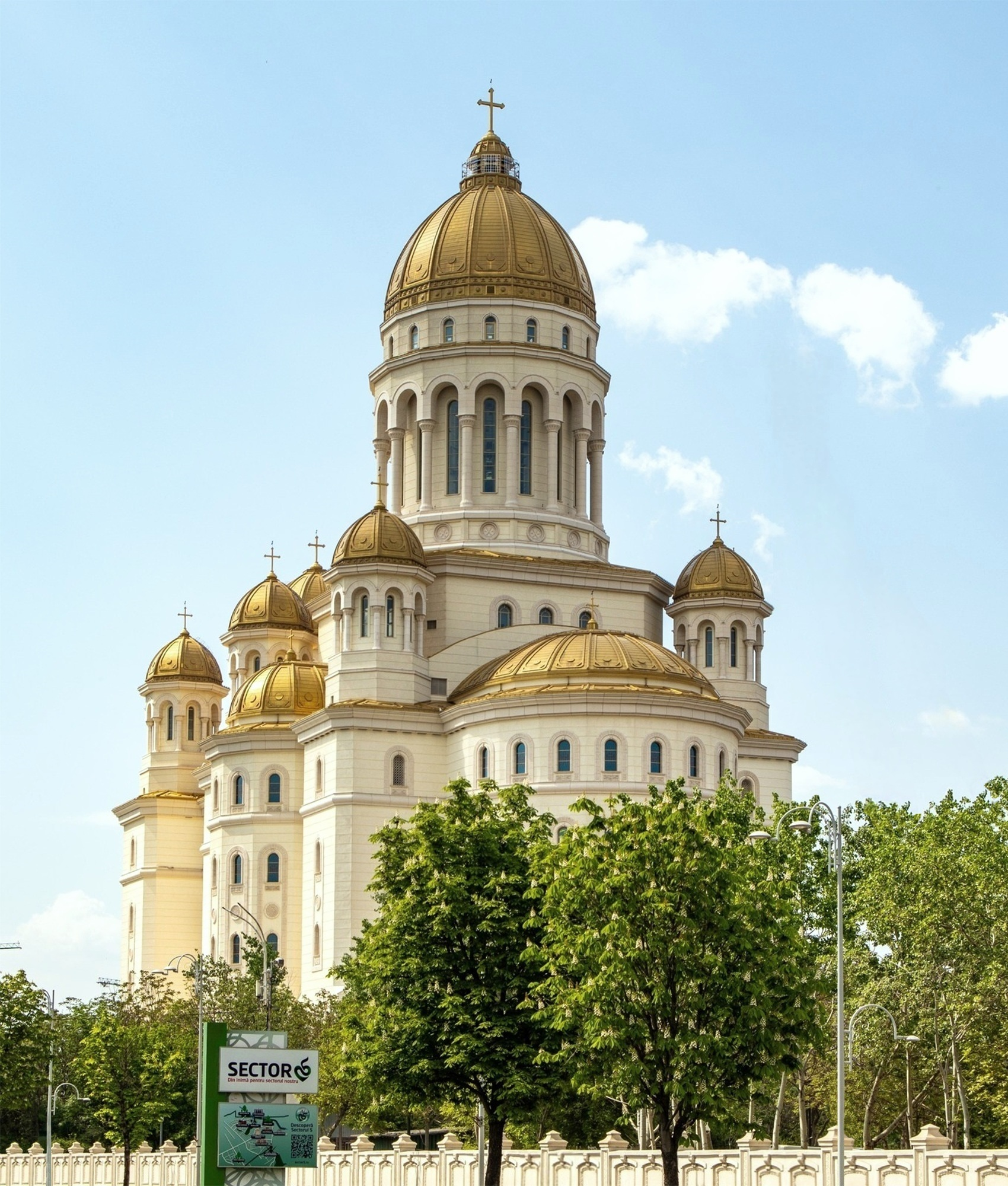
Folkets frälsnings katedral i Bukarest är världens största östortodoxa katedral.

- Protestanter – 7,5 % (ungrare, szekler-ungrare, saxare-tyskar)
- Romerska katoliker – 4,7 % (ungrare, tyskar), därjämte en grekisk-katolsk minoritet (rumäner)
- Pingstvänner – 1,5 %
- Östkatoliker – 0,9 %

De flesta rumäner är medlemmar i den Rumänsk-ortodoxa kyrkan, som är en kyrka inom den Östortodoxa kyrkan. Romersk-katolska kyrkan och protestantismen är också representerad, men främst i områden som är befolkade av mer västinfluerade invånare, såsom Transsylvanien som fram till 1920 var ockuperat av Ungern. De flesta ungrare är protestanter, och i majoritet bland protestanterna i Rumänien. Ett litet fåtal saxare är lutheraner. Nästan alla reformerta (kalvinister) är ungrare. Så gott som alla unitarianer är ungrare. Protestanter och romerska katoliker är av icke-rumänskt ursprung, vilka alltså kan uppgå till ca 12,2 procent av befolkningen. De cirka 260 000 romersk-katolska i Moldavien, så kallade Csángó, är ungrare eller av ungerskt ursprung. Antalet protestanter, romerska katoliker och judar har kraftigt minskat på grund av förföljelser sedan de båda världskrigen och den därpå följande kommunistdiktaturen.
I Dobrogea, en region längs med Svarta havets strand, finns en liten muslimsk minoritet bestående av turkar och tatarer. Detta är en rest sedan Osmanska rikets regeringstid respektive migration från Krim.

### Sociala förhållanden
Ceaușescus ambition att öka befolkningen genom att förbjuda aborter och göra preventivmedel illegala för att på så sätt trygga tillgången till arbetskraft orsakade stora problem för de unga i landet. Många nyfödda, handikappade barn och romer kunde inte komma ut i samhället ordentligt. Uppemot 100 000 barn mellan 0 och 18 år hamnade på 1980-talet på institutioner vilka saknade möjlighet till utbildning och intellektuell stimulans. Många led av näringsbrist och gavs därför blodtransfusioner. Den spridning av hiv-viruset som därmed skedde hölls som en statshemlighet. Under 1990-talet ändrades inte omhändertagandesystemet och inflödet till barnhemmen fortsatte och 50 000 barn adopterades internationellt.
År 2001 mottog Rumänien klagomål från EU, som ansåg att adoptionerna urartat till handel med barn. År 2004 trädde en lag i kraft som stoppar adoptionerna. Mellan 2002 och 2006 reformerade regeringen omhändertagandesystemet. Förändringarna gjorde det möjligt för lokala myndigheter att stänga barnhem och ge barn möjlighet till lämpligare placering i mindre boenden och nya familjer. Många barn, särskilt romer, saknar identitetshandlingar och många föräldralösa barn och handikappade är utestängda från sjukvårdssystemet.
Antalet unga i institutioner eller i skydd av staten har kraftigt minskat. År 2000 gjordes sjukhus, barnsjukhus och internatskolor om till barnhem vilket gav en kraftig ökning i statistiken: 57 181. År 2006 var denna siffra nere på ca 28 000 och idag är siffrorna ännu lägre. De är dock fortfarande höga för att vara i Europa.

## Kultur

### Massmedier
Rumänien har sedan 2008 en socialdemokratisk och liberal koalitionsregering. Det råder full yttrandefrihet i Rumänien idag, men före 1989 rådde ingen yttrandefrihet alls. Då fanns bara en tv-kanal som sände patriotiska program mellan kl. 20 och 22, skrivmaskiner var förbjudna, om man kritiserade regimen riskerade man att hamna i fängelse, och säkerhetstjänsten Securitate avlyssnade medborgarna.[källa behövs] Efter revolutionen grundades ett flertal nya tidningar, men pressen drabbades under 1990-talet av pappersbrist och prishöjningar. Det finns även fristående TV-stationer och massor av fristående radiostationer. I städerna är medieutbudet rikt medan det på landsbygden i vissa fall är begränsat på grund av radiokommunikationsstörningar och elavbrott. Minoriteterna i landet har även sina egna tidningar.

## Internationella rankningar
| Organisation                                | Undersökning                   | Rankning  |
| ------------------------------------------- | ------------------------------ | --------- |
| Heritage Foundation/The Wall Street Journal | Index of Economic Freedom 2019 | 42 av 180 |
| Reportrar utan gränser                      | Pressfrihetsindex 2019         | 47 av 180 |
| Transparency International                  | Korruptionsindex 2018          | 61 av 180 |
| FN:s utvecklingsprogram                     | Human Development Index 2018   | 52 av 189 |